# Internazionali di Tennis di Baviera 2024 - Doppio
Il doppio del torneo di tennis professionistico Internazionali di Tennis di Baviera 2024, facente parte della categoria ATP Tour 250 nell'ambito dell'ATP Tour 2024, si è giocato al MTTC Iphitos di Monaco di Baviera, in Germania, dal 15 al 21 aprile 2024. Tra i partecipanti erano presenti Alexander Erler e Lucas Miedler, i detentori del titolo, ma sono stati eliminati in semifinale da Yuki Bhambri e da Albano Olivetti.
In finale Bhambri e Olivetti hanno sconfitto Andreas Mies e Jan-Lennard Struff con il punteggio di 7-6(6), 7-6(5).

## Teste di serie
1. Kevin Krawietz /  Tim Pütz (ritirati)
2. Nathaniel Lammons /  Jackson Withrow (quarti di finale)

1. Sander Gillé /  Joran Vliegen (primo turno)
2. Ariel Behar /  Adam Pavlásek (quarti di finale)

## Wildcard
1. Henri Haupt /  Marko Topo (primo turno)

1. Andreas Mies /  Jan-Lennard Struff (finale)

## Ranking protetto
1. Marcus Daniell /  Philipp Oswald (quarti di finale)

## Alternate
1. Jakob Schnaitter /  Mark Wallner (primo turno)

## Tabellone

### Legenda
| - Q = Qualificato - WC = Wild card - LL = Lucky loser | - ALT = Alternate - SE = Special Exempt - PR = Protected Ranking | - w/o = Walkover - r = Ritirato - d = Squalificato |

|  | Primo turno | Primo turno                 | Primo turno                 | Primo turno | Primo turno |  |  | Quarti di finale | Quarti di finale     | Quarti di finale     | Quarti di finale  | Quarti di finale  |   |     | Semifinali | Semifinali                      | Semifinali                      | Semifinali                   | Semifinali                   |   |   | Finale | Finale | Finale | Finale | Finale |  |
|  |             |                             |                             |             |             |  |  |                  |                      |                      |                   |                   |   |     |            |                                 |                                 |                              |                              |   |   |        |        |        |        |        |  |
|  | Alt         | J Schnaitter M Wallner      | J Schnaitter M Wallner      | 4           | 4           |  |  |                  |                      |                      |                   |                   |   |     |            |                                 |                                 |                              |                              |   |   |        |        |        |        |        |  |
|  | PR          | M Daniell P Oswald          | M Daniell P Oswald          | 6           | 6           |  |  | PR               | M Daniell P Oswald   | M Daniell P Oswald   | 3                 | 61                |   |     |            |                                 |                                 |                              |                              |   |   |        |        |        |        |        |  |
|  |             | M Demoliner M Melo          | M Demoliner M Melo          | 3           | 2           |  |  |                  | T Arribagé VV Cornea | T Arribagé VV Cornea | 6                 | 7                 |   |     |            |                                 |                                 |                              |                              |   |   |        |        |        |        |        |  |
|  |             | T Arribagé VV Cornea        | T Arribagé VV Cornea        | 6           | 6           |  |  |                  |                      |                      |                   |                   |   |     |            | T Arribagé VV Cornea            | T Arribagé VV Cornea            | 4                            | 3                            |   |   |        |        |        |        |        |  |
|  | 4           | A Behar A Pavlásek          | A Behar A Pavlásek          | 6           | 6           |  |  |                  |                      | WC                   | A Mies J-L Struff | A Mies J-L Struff | 6 | 6   |            |                                 |                                 |                              |                              |   |   |        |        |        |        |        |  |
|  | WC          | H Haupt M Topo              | H Haupt M Topo              | 3           | 4           |  |  | 4                | A Behar A Pavlásek   | A Behar A Pavlásek   | 3                 | 63                |   |     |            |                                 |                                 |                              |                              |   |   |        |        |        |        |        |  |
|  |             | C Frantzen H Jebens         | 6                           | 2           | [9]         |  |  | WC               | A Mies J-L Struff    | A Mies J-L Struff    | 6                 | 7                 |   |     |            |                                 |                                 |                              |                              |   |   |        |        |        |        |        |  |
|  | WC          | A Mies J-L Struff           | 3                           | 6           | [11]        |  |  |                  |                      |                      |                   |                   |   |     | WC         | Andreas Mies Jan-Lennard Struff | Andreas Mies Jan-Lennard Struff | 6                            | 65                           |   |   |        |        |        |        |        |  |
|  |             | R Galloway E King           | R Galloway E King           | 6           | 6           |  |  |                  |                      |                      |                   |                   |   |     |            |                                 |                                 | Yuki Bhambri Albano Olivetti | Yuki Bhambri Albano Olivetti | 7 | 7 |        |        |        |        |        |  |
|  |             | J Peers J-P Smith           | J Peers J-P Smith           | 3           | 4           |  |  |                  | R Galloway E King    | R Galloway E King    | 3                 | 3                 |   |     |            |                                 |                                 |                              |                              |   |   |        |        |        |        |        |  |
|  |             | Y Bhambri A Olivetti        | 4                           | 7           | [10]        |  |  |                  | Y Bhambri A Olivetti | Y Bhambri A Olivetti | 6                 | 6                 |   |     |            |                                 |                                 |                              |                              |   |   |        |        |        |        |        |  |
|  | 3           | S Gillé J Vliegen           | 6                           | 65          | [6]         |  |  |                  |                      |                      |                   |                   |   |     |            | Y Bhambri A Olivetti            | 6                               | 65                           | [10]                         |   |   |        |        |        |        |        |  |
|  |             | G Andreozzi MÁ Reyes Varela | G Andreozzi MÁ Reyes Varela | 3           | 2           |  |  |                  |                      |                      | A Erler L Miedler | 1                 | 7 | [7] |            |                                 |                                 |                              |                              |   |   |        |        |        |        |        |  |
|  |             | A Erler L Miedler           | A Erler L Miedler           | 6           | 6           |  |  |                  | A Erler L Miedler    | 5                    | 6                 | [10]              |   |     |            |                                 |                                 |                              |                              |   |   |        |        |        |        |        |  |
|  |             | Y Hanfmann D Koepfer        | Y Hanfmann D Koepfer        | 65          | 60          |  |  | 2                | N Lammons J Withrow  | 7                    | 2                 | [4]               |   |     |            |                                 |                                 |                              |                              |   |   |        |        |        |        |        |  |
|  | 2           | N Lammons J Withrow         | N Lammons J Withrow         | 7           | 7           |  |  |                  |                      |                      |                   |                   |   |     |            |                                 |                                 |                              |                              |   |   |        |        |        |        |        |  |